# 有坂愛彦
有坂 愛彦（ありさか よしひこ、1905年（明治38年）9月17日 - 1986年（昭和61年）10月7日）は、音楽評論家。
軍人・有坂鉊蔵の四男として生まれる。弟に有坂秀世。1930年東京帝国大学文学部美学美術史美学専攻卒。
1946年（昭和21年）1月22日、第二次世界大戦後の混乱期に日本音楽連盟結成に参加し、理事長に就任した。
1970年代前半には、TBSテレビが制作放映していた日本レコード大賞の審査員を務めた。

## 著書
- 『文化を築いた人々 1 ベートーヴェン』主婦之友社 1946
- 『音楽文化叢書　解説歌劇「カルメン」』山崎書店 1948
- 『音楽鑑賞全集 第3巻 名曲解説　器楽』千代田書房 1949
- 『初等音楽講座 第7巻 音楽鑑賞法』音楽之友社 1949
- 『音楽と人 三楽聖の生涯と作品』通信教育振興会 1950
- 『文部省撰定鑑賞用音楽レコード解説全書 [第3巻]　中学校編』新教育協会 1950
- 『名曲解説全集 第4 管弦楽曲』音楽之友社 1959
- 『耳が驚くオーディオ術』ごま書房 ゴマブックス 1979

### 共編著
- 『レコード音楽全集 第1巻 音楽の鑑賞』山根銀二共著 三省堂 1938
- 『有坂秀世言語学国語学著述拾遺』慶谷壽信共編 三省堂 1989

## 参考
- 『耳が驚くオーディオ術』著者紹介
- 『人物物故大年表』